# Telmatoscopus vitiensis
Telmatoscopus vitiensis és una espècie d'insecte dípter pertanyent a la família dels psicòdids.

## Descripció
- Ales negroses i anells blancs a les potes.
- La peça basal de l'edeagus, molt llarga, és el tret més característic dels genitals del mascle.[3]

## Distribució geogràfica
Es troba a la Melanèsia: Fiji.